# Llangollen-Kanal

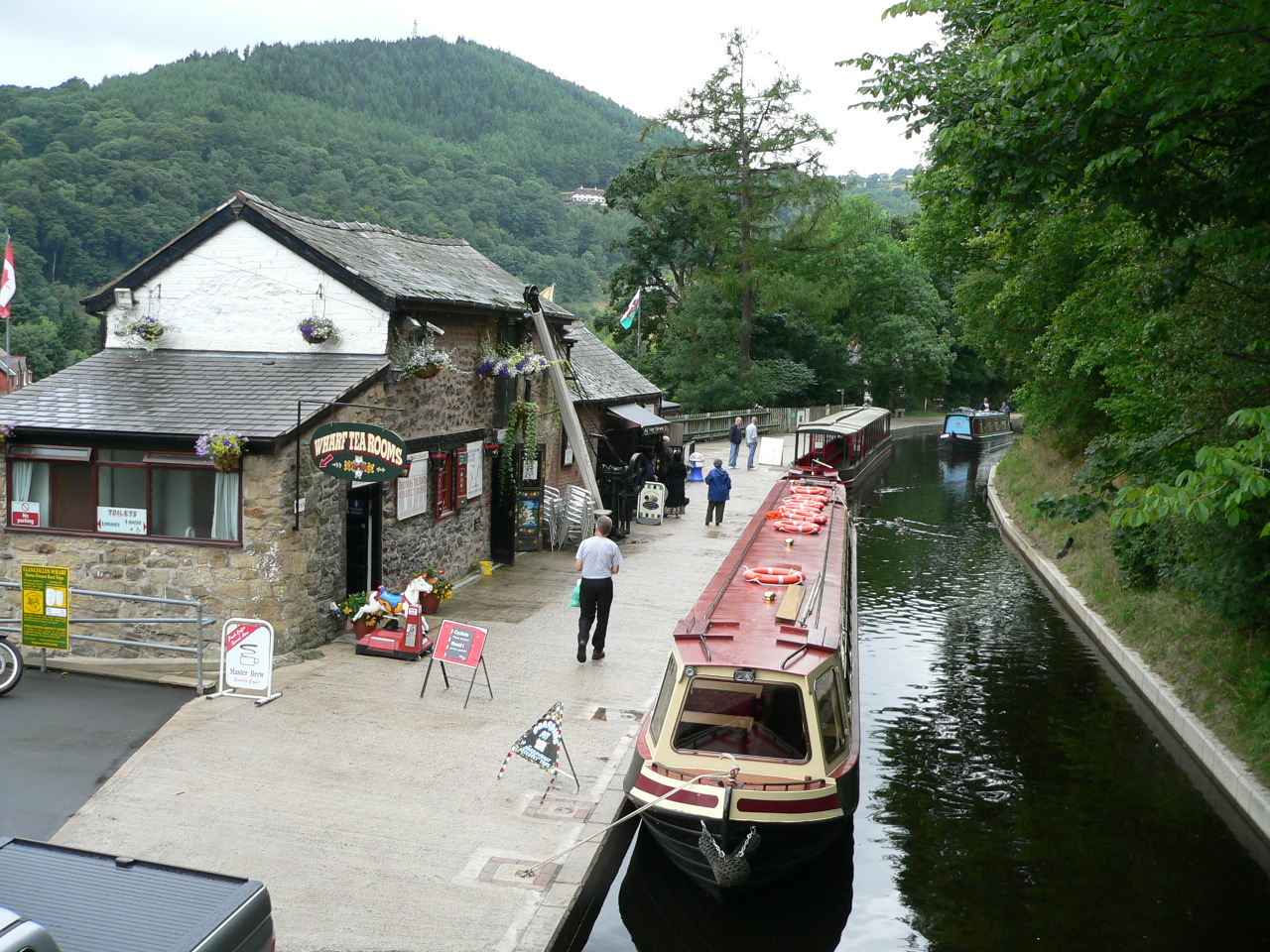
Llangollen: Kanalhafenbecken

Der Llangollen-Kanal ist ein Narrowboat-Kanal in England und Wales.
Sowohl aus touristischer als auch aus industriegeschichtlicher Sicht ist er wohl der eindrucksvollste Kanal in England und Wales. Der Kanal beginnt an der Hurleston Junction, der Kanalkreuzung mit dem Shropshire-Union-Kanal bei Nantwich, und endet nach 73 km und 21 Schleusen, darunter der dreifachen Koppelschleuse bei Grindley Brook, sowie zwei Kanalbrücken und drei Kanaltunneln in den walisischen Bergen bei Llangollen an den Horseshoe Falls, einem Wehr am Fluss Dee. Die heutige Bezeichnung als Llangollen-Kanal hatte ursprünglich den Hintergrund, mehr (Boots-)Touristen nach dem bekannten Llangollen zu locken, denn eigentlich handelt es sich bei dem heutigen Llangollen-Kanal nur um den zentralen Abschnitt des Ellesmere-Kanals, der später Teil des Shropshire-Union-Kanal-Netzwerks wurde.

## Geschichte
Der Ellesmere-Kanal sollte den Mersey bei Netherpool (heutiger Name Ellesmere Port) mit dem Fluss Dee verbinden, und von dort über Overton (südlich von Wrexham) zum Severn bei Shrewsbury führen. Geplant war, die Eisenhütten und Kohlegruben bei Bersham zwischen Wrexham und Ruabon zu verbinden und den Kanal bis nach Llanymynech zu führen, wo Anschluss an den projektierten Montgomeryshire-Kanal erfolgen sollte. Es gab weitere Vorschläge, wonach es praktikabler wäre, eine westlichere Route vom River Dee zum River Severn, die die Industriegebiete um Ruabon passierte, zu bauen. Letztlich jedoch wurde diese Route gewählt, die sowohl zwei Aquädukte als auch zwei Kanaltunnel erforderte, nämlich Pontcysyllte-Aquädukt und Chirk-Aquädukt sowie Chirk-Tunnel und Whitehouses-Tunnel.
Der Ellesmere-Kanal wurde allerdings niemals wie geplant gebaut. Nur der zentrale Abschnitt zwischen Trevor und Lower Frankton entstand. Stattdessen wurde dieser zentrale Abschnitt westlich von Trevor nach Llangollen zum Horseshoe Falls fortgeführt. Dieser Abschnitt dient zugleich der Wasserversorgung. Außerdem wurde der Kanal ostwärts von Frankton Junction über Ellesmere und Whitchurch nach Hurlestone Junction bei Nantwich geführt, zum Anschluss an den seinerzeit noch rivalisierenden Chester-Kanal.
Die Betreibergesellschaften des Ellesmere- und des Chester-Kanals fusionierten 1813. Ein weiterer Zusammenschluss im Jahr 1845 mit der Gesellschaft des Birmingham und Liverpool Junction-Kanals und der Bildung der Shropshire-Union-Eisenbahn-und-Kanal-Gesellschaft führte ein Jahr später letztlich zur Bildung des Shropshire-Union-Kanal-Netzwerkes.

## Niedergang

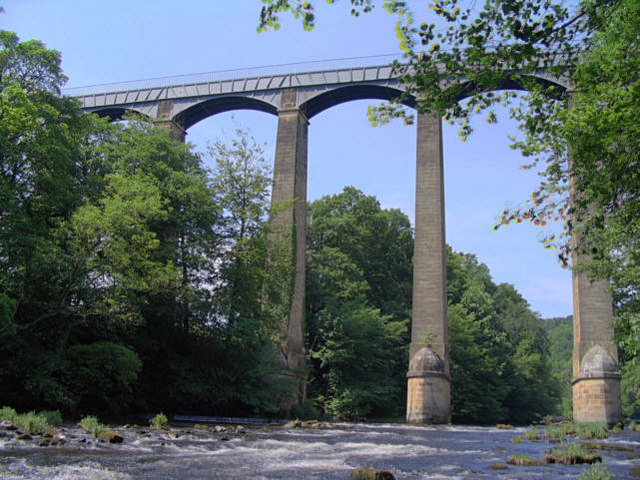
Pontcysyllte-Aquädukt

Der kommerzielle Verkehr brach bereits 1936 nach einem Bruch des Kanals bei Newtown, Powys, ein, heute einem Teil des restaurierten Montgomery-Kanals. Um 1939 kam auch der Verkehr zwischen Hurleston und Llangollen zum Erliegen. Der Kanal, der mittlerweile der London, Midland and Scottish Railway-Eisenbahngesellschaft gehörte, wurde anschließend aufgrund einer Initiative dieser Gesellschaft 1944 geschlossen. Letztlich überlebte der Llangollen-Kanal nur, weil das an den Horseshoe Falls aus dem Dee entnommene und über den Kanal nach Osten zum Hurleston Reservoir geleitete Wasser die wesentliche Wasserzuleitung des Shropshire-Union-Kanals darstellte.

## Renaissance
Im späten 20. Jahrhundert wurde die Freizeitschifffahrt auf den englischen Narrowboat-Kanälen immer beliebter und der Llangollen-Kanal mit seinen Aquädukten in der walisischen Bergwelt ist ein Höhepunkt des gesamten Kanalsystems.